# Чорна слобода
Чорна слобода — поселення (слобода), частина міста у Московському царстві, населення якої займалося ремісничою й торговою діяльністю. 
На відміну від мешканців білої слободи населення чорних слобід було особисто вільне й сплачувало податки державі.